# Corbeta Uruguay (base)

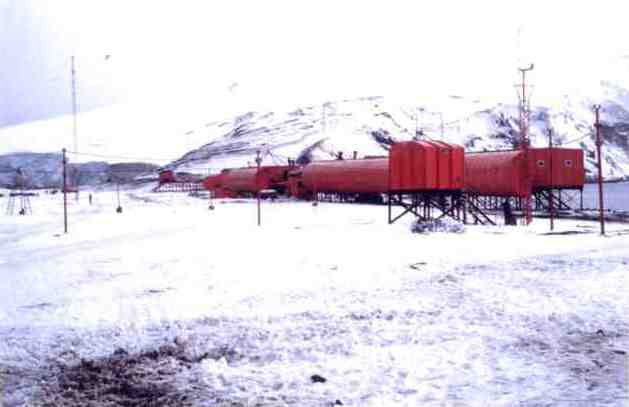
La base Corbeta Uruguay sull'isola di Thule (1981).

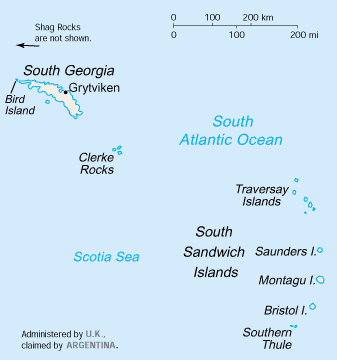
Carta della CIA della Georgia del Sud e Isole Sandwich Australi.

La base Corbeta Uruguay era una base militare delle Forze armate argentine istituita nel novembre 1976 sull'isola di Thule, nelle isole Sandwich australi. Venne costruita per ordine della giunta al potere in Argentina come mezzo per riaffermare le pretese di sovranità su quel territorio dell'Atlantico meridionale, controllato allora dai Britannici. Il governo britannico venne a conoscenza della presenza della base nel dicembre 1976, ma cercò di risolvere il conflitto per mezzo di vie diplomatiche fino al 1982.
All'inizio della guerra delle Falkland, 32 uomini delle forze speciali argentine di stanza a Corbeta Uruguay furono trasportati dalla nave della Marina argentina ARA Bahía Paraiso in Georgia del Sud, sbarcando a Leith Harbour il 25 marzo 1982.
La base Corbeta Uruguay accolse personale militare argentino fino al 20 giugno 1982, quando le forze britanniche, che avevano appena sconfitto le forze argentine nelle isole Falkland, inviarono una forza di intervento sull'isola di Thule per porre fine alla presenza argentina. Dopo la capitolazione della guarnigione argentina a Corbeta Uruguay, l'isola di Thule venne svuotata e la base venne abbandonata. Nel dicembre 1982 essa venne in gran parte demolita dalla Royal Navy dopo che il pattugliatore HMS Hecate aveva scoperto che l'Union Jack era stata ritirata e rimpiazzata dalla bandiera argentina.
La base prendeva il nome dalla corvetta argentina ARA Uruguay che aveva soccorso Otto Nordenskjöld e il suo equipaggio nella penisola antartica, in prossimità della base Esperanza (costruita successivamente). La corvetta è stata trasformata in un museo galleggiante attraccato a Puerto Madero, Buenos Aires.